# Roman Bannwart
Roman Bannwart (* 2. November 1919 in Gossau als Wilhelm Bannwart; † 2. April 2010 in Einsiedeln) war ein Schweizer Theologe, Priester, und Musiker.

## Leben
Roman Bannwart besuchte die Stiftsschule in Einsiedeln und wurde 1940 Novize des Klosters. 1944 legte er die Profess ab. Er studierte Theologie. Parallel dazu begann er eine musikalische Ausbildung. 1945 wurde er zum Priester geweiht. 1947 wurde er Choralmagister, 1954 übernahm er die Leitung der Studentenmusik der Stiftsschule. Nachdem er die Leitung seinem Nachfolger übergab, spielte er bis 2006 mit. Ausserdem war er Lehrbeauftragter für Gregorianik in Luzern, Zürich und Bern. 1988 wurde er von der Universität Freiburg für sein musikalisches Wirken mit einem Ehrendoktorat ausgezeichnet. Er war Mitglied des Schweizerischen Studentenvereins.

## Werke
- Best of Gregorianik. Universal Music, Berlin 2004.
- Instrumentalmusik über die sieben letzten Worte unseres Erlösers am Kreuze. Streichquartettfassung. Disco-Center, Kassel 2000
- The world of Gregorian chant. Zyx Music, Merenberg 1996.
- Die Botschaft der Mönche – Gregorianische Gesänge. Polygram, Hamburg 1995.
- Der gregorianische Choral zwischen Kirche und Disco. Patmos, Düsseldorf 1995.
- Missa in festo Pentecostes. Jecklin, Zürich 1988.
- Musica Unterwaldensis. Musikverlag zum Pelikan, Zürich 1978.